# Semaeopus discopunctaria
Semaeopus discopunctaria är en fjärilsart som beskrevs av Herrich-Schäffer 1855. Semaeopus discopunctaria ingår i släktet Semaeopus och familjen mätare. Inga underarter finns listade i Catalogue of Life.